# Rupe Tarpea

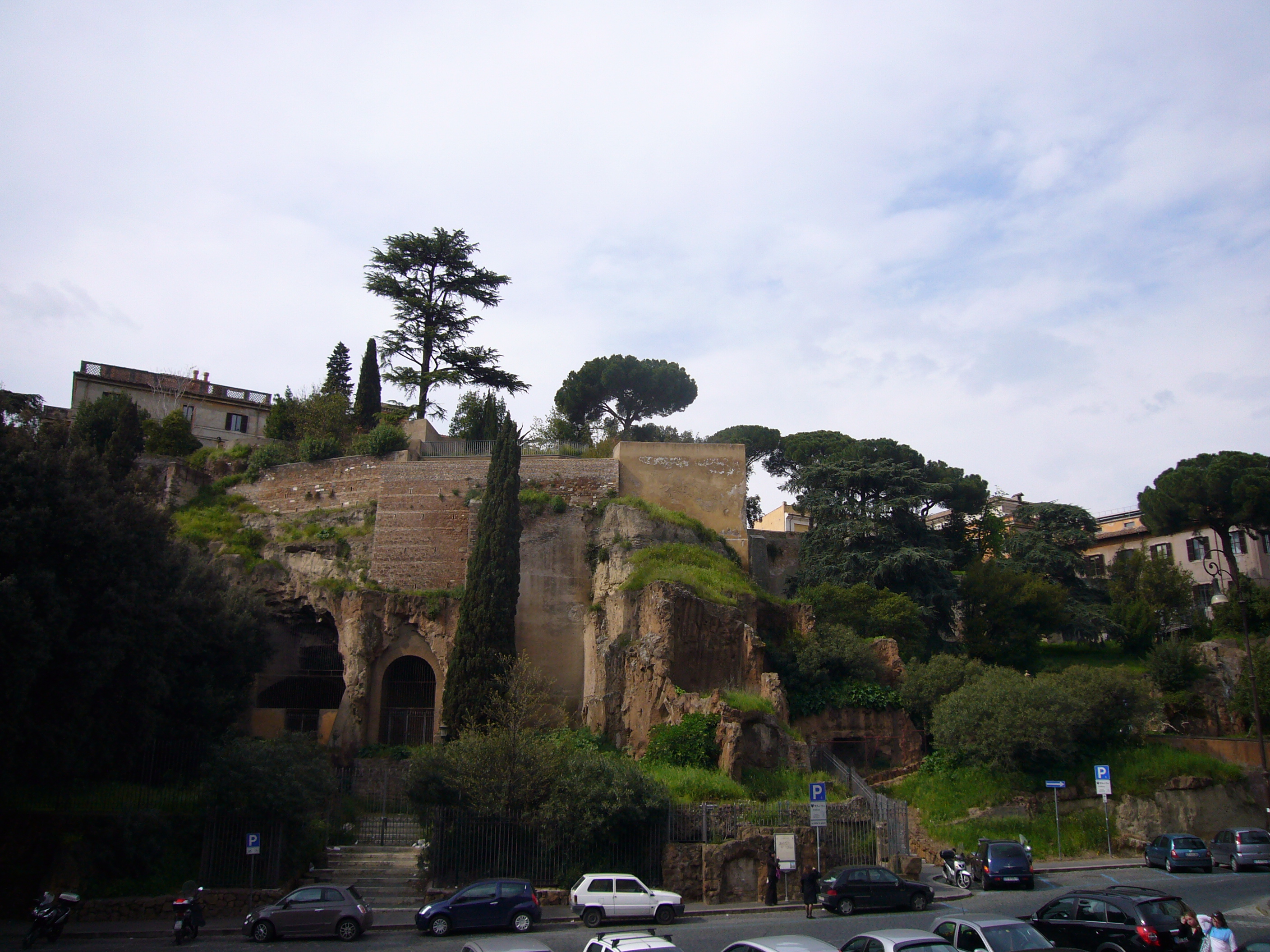
La rupe Tarpea come appare oggi.

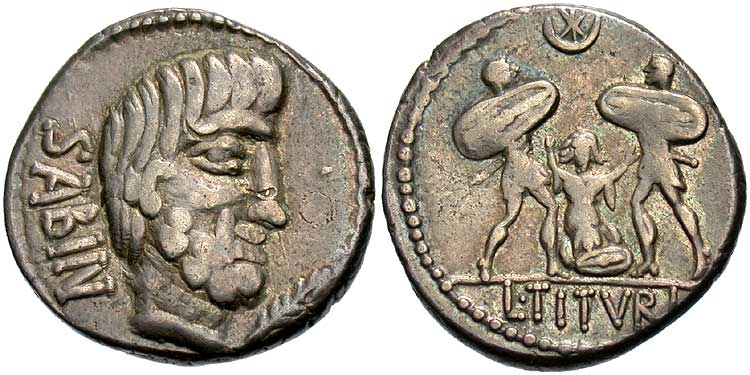
Il supplizio di Tarpeia in una moneta dell'89 a.C.

La rupe Tarpea (latino: Rupes Tarpeia o Saxum Tarpeium) è la parete rocciosa posta sul lato meridionale del Campidoglio a Roma, dalla quale venivano gettati i traditori condannati a morte, che in tal modo venivano simbolicamente espulsi dall'Urbe. Si tratta di un colle di tufo che ospita diverse aree verdi, come per esempio il Giardino Belvedere di Villa Tarpea.

## Storia e leggende
Secondo la tradizione mitografica il nome Saxum Tarpeium deriverebbe dalla figura eponima di Tarpeia, vissuta nei primissimi tempi della monarchia romana, la cui vicenda sarebbe legata alla guerra tra Roma e i Sabini di Tito Tazio.
Tarpeia era una vergine vestale, figlia del comandante romano Spurio Tarpeo, custode della rocca capitolina. Fu proprio Tarpeia a lasciarsi corrompere da Tito Tazio, re dei Sabini comandante del loro esercito, alleati dei Sanniti, e ad aprire all'esercito nemico le porte di Roma, facendo sì che l'esercito romano fosse colto alla sprovvista. Se questa è la storia, il motivo del tradimento entra invece a far parte della leggenda che tanti poeti e narratori romani hanno raccontato, facendola arrivare fino ad oggi. 
Secondo Livio la giovane fu corrotta dal re in persona con la promessa di ricevere "ciò che i Sabini portano con la mano sinistra", espressione che si riferisce probabilmente a bracciali, scudi, e gioielli. Una volta compiuta la sua parte e indicato il sentiero per l'accesso a Roma all'esercito sabino, però, Tarpeia fu uccisa e lasciata sulla rupe ricoperta di scudi, probabilmente per sfregio nei confronti dei traditori o come dimostrazione di potere. Una volta ritrovato il corpo dai romani, venne seppellito sul Campidoglio, sulla rupe che ancora oggi porta il suo nome. Quella di Livio è la versione più antica e maggiormente nota della vicenda che però nei secoli subì diverse modifiche.
Secondo Properzio, ad esempio, un noto scrittore latino, il motivo del tradimento di Tarpeia fu il più nobile dei sentimenti: l'amore. La giovane infatti, secondo questa versione, si era innamorata del comandante dei sabini, Tito Tazio, e per questo aveva deciso di tradire la propria città e consegnarla all'esercito nemico.
Per capire la diffusione che ebbe questo mito, un'altra versione ci arriva dallo scrittore e filosofo greco Plutarco, che sosteneva che Tarpeia fosse in realtà la figlia di Tito Tazio, costretta per volere del padre a vivere con Romolo e preparata a questa triste sorte fin dalla nascita.
Secondo un'altra versione di origine ignota, Tarpeia venne smascherata e gettata da una rupe del colle Campidoglio. Da allora in poi la rupe prese il suo nome e i romani stabilirono l’usanza di gettare di lì i traditori della patria. I resti della fanciulla vennero poi spostati sul finire del regno di Tarquinio Prisco o da Tarquinio il Superbo, a seconda delle versioni.
Dalla rupe venivano gettati nel sottostante Foro Romano quanti fossero stati condannati a morte, come accadde per Spurio Cassio Vecellino che, per l'accusa di aspirare a diventare re, fu condannato e gettato dalla rupe dai suoi due accusatori, i questori Lucio Valerio Potito e Cesone Fabio Vibulano.
La rupe di Tarpea veniva usata per condannare le persone che si rifiutavano di testimoniare, dato che, essendo i contratti unicamente in forma orale, le testimonianze erano le uniche fonti di prova.
Secondo la tradizione mentre i Ss. Pietro e Paolo erano imprigionati nel carcere mamertino, San Pietro con un segno di croce compì il miracolo di far uscire acqua dalla rupe tarpea con la quale avrebbe battezzato i Ss. Processo e Martiniano, loro carcerieri.

## Condannati a morte di rilievo[2][3][4]
- Marco Manlio Capitolino, 384 a.C., per sedizione[3]
- ribelli di Tarentum, 212 a.C.
- Lucio Cornelio Crisogono, 80 a.C.
- Sesto Mario, 33 d.C.
- Simone bar Giora, 70 d.C.

## Restauro e riqualificazione
Nel 2019 Gucci, la nota casa di moda italiana, ha annunciato di sostenere la riqualificazione e il restauro della rupe Tarpea con una donazione di 1,6 milioni di euro. L'azienda ha partecipato economicamente al progetto culturale "Rupe Tarpea, tra leggenda e futuro", in accordo con la Sovrintendenza Capitolina ai Beni Culturali, con l'obiettivo del riassetto paesaggistico del luogo. Il progetto è un intervento di manutenzione conservativa dei giardini esistenti sui vari livelli di terrazzamenti per poterli riaprire al pubblico e recuperare così alcuni terrazzi panoramici, e nella valorizzazione delle aree verdi ai piedi del colle, compreso il Giardino Belvedere della villa Tarpea. La riapertura è avvenuta il 19 settembre 2021.